# Бурульча
Бурульча́, Бурулча́ (крим. Burulça) — річка в Криму, права притока річки Салгир. Довжина Бурульчі 94 км, площа водозбору 265 км². Похил 12 м/км (у верхів'ї 34 м/км). Водозбірний басейн річки вузький, витягнутий у меридіональному напрямку. Улітку річка міліє, зате в пору сильних дощів несе бурхливі води, змітаючи все на своєму шляху.
Бере початок з карстового джерела на північному схилі масиву Тирке-яйла, що з'єднує Субаткан-яйлу й Демерджинську яйлу. Тече територією Білогірського й Курманського районів Криму. Упадає Бурульча в Салгир праворуч за 93 км від гирла, біля села Новомикільське. Але вода не завжди доходить до Салгиру, гублячись у річкових наносах біля села Холмівка. Використовується на зрошення полів.
Верхня частина басейну розташована на північному схилі Головної гряди Кримських гір, середня — у передгірній зоні, що включає поздовжню долину й Зовнішню гряду, і нижня — у рівнинній частині Криму. Долина у верхів'ї V-подібна, у пониззі — ящикоподібна. Річище шириною 2-8 м (до 20 м); місцями порожисте, глибиною 0,6 м. Села, розташовані в родючій долині річки, не випадково носять назви Кримська Роза, Цвіточне, Ароматне, Курортне. У верхів'ях Бурульчі утворений заказник дикоростучих лікарських рослин — урочище Тирке.
Під час німецько-радянської війни у верхів'ях Бурульчі базувалися партизанські загони.
Притоки Бурульчи — річки Мала Бурульча, Партизанка, Суат.
Сточище Бурульчі межує із сточищем найбільшої притоки Салгиру — річкою Буюк-Карасу.